# Parc de la Glissoire
Le parc de la Glissoire (parfois appelé à tort parc des Glissoires) est un parc situé sur le territoire des communes d'Avion et Lens, le long de l'axe routier Lens-Arras (A211 et N17). Il tire son nom de la rivière (la Glissoire, affluent de la Souchez) qui alimentait jadis les étangs.

## Historique
L'aménagement du parc s'est inscrit dans le cadre de la politique de reconversion du bassin minier du Nord-Pas-de-Calais. Il a été créé sur le site de l'ancienne fosse n° 5 du bassin de Lens pour devenir un lieu de détente, de sport, de promenades et de loisirs..

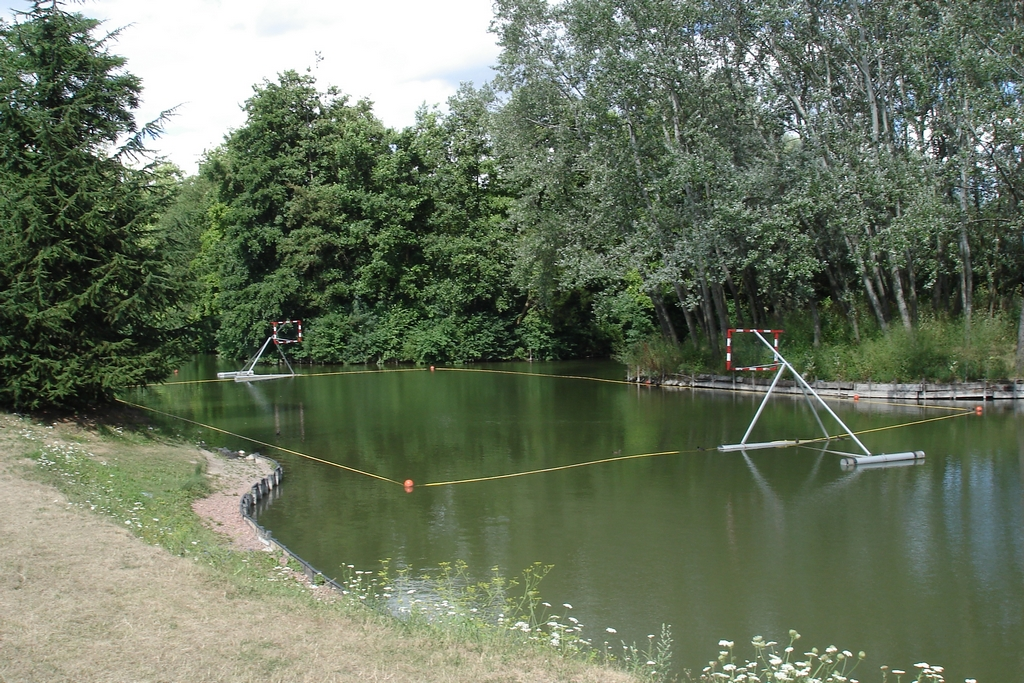
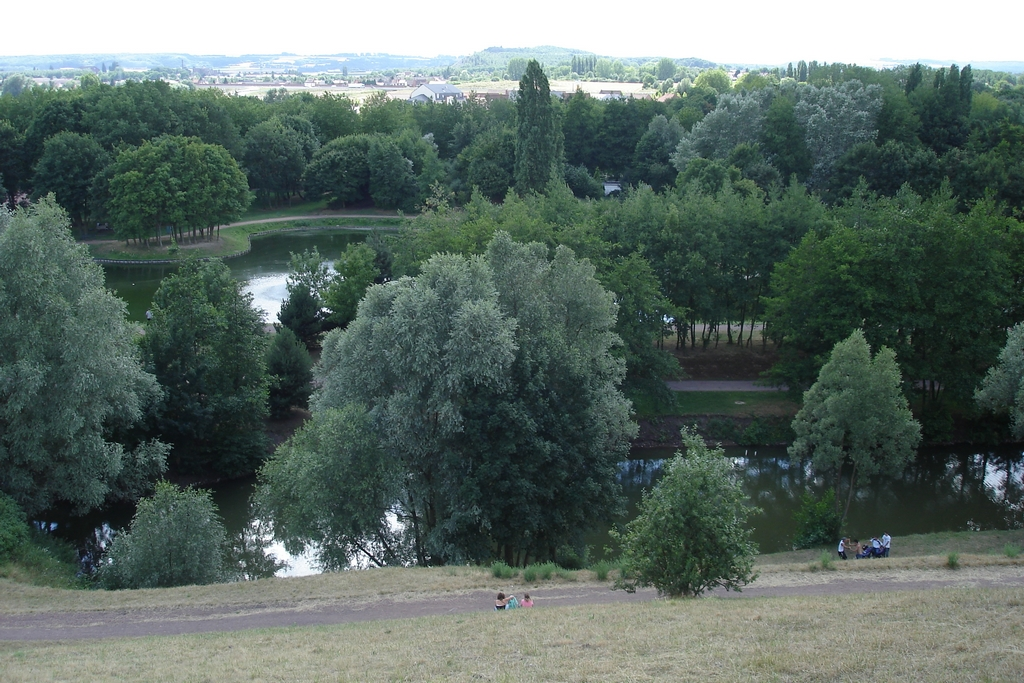

## Caractéristiques
Le parc s'étend sur 55 hectares avec 10 kilomètres de sentiers. Plus de 8 000 arbres et arbustes abritent de nombreuses espèces d’oiseaux: 72 ont été recensées dont 31 aquatiques. 6 lacs couvrant 12 hectares, sont ouverts à la pêche. A cela s'ajoutent des activités de plein air dont la plongée et le canoë-kayak.
Aujourd'hui, du fait des affaissements miniers, le parc se situe en dessous du niveau de la nappe phréatique. Pour éviter les inondations, une station de pompage maintient un niveau constant dans les étangs.

## Galerie photos

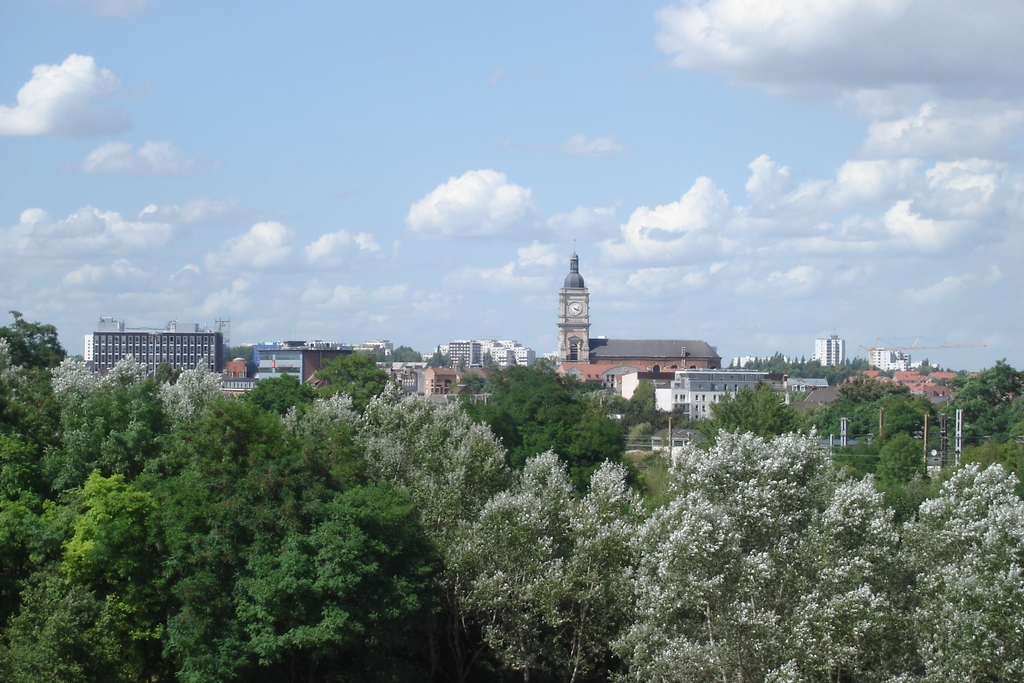
Vue sur Lens depuis le parc
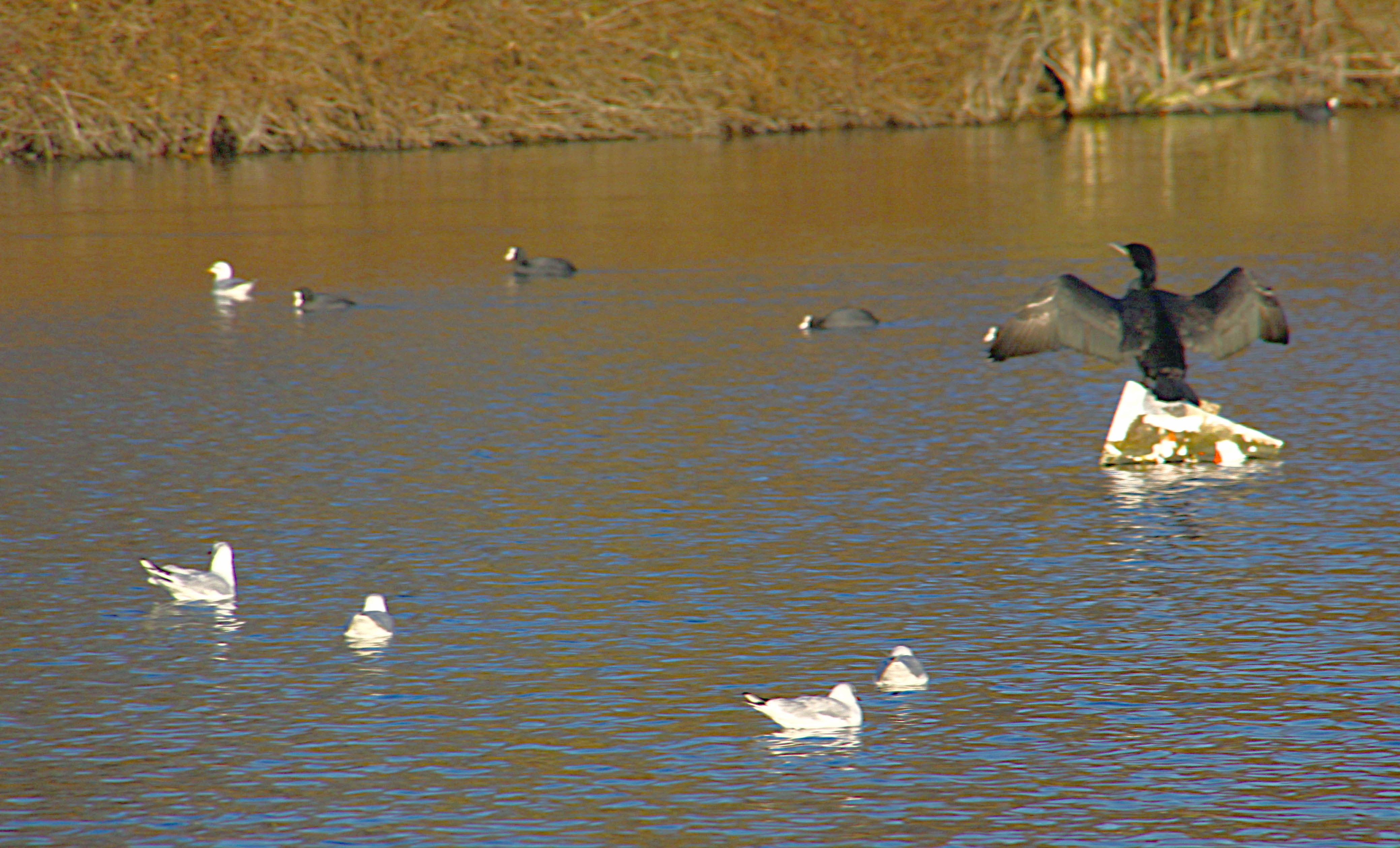
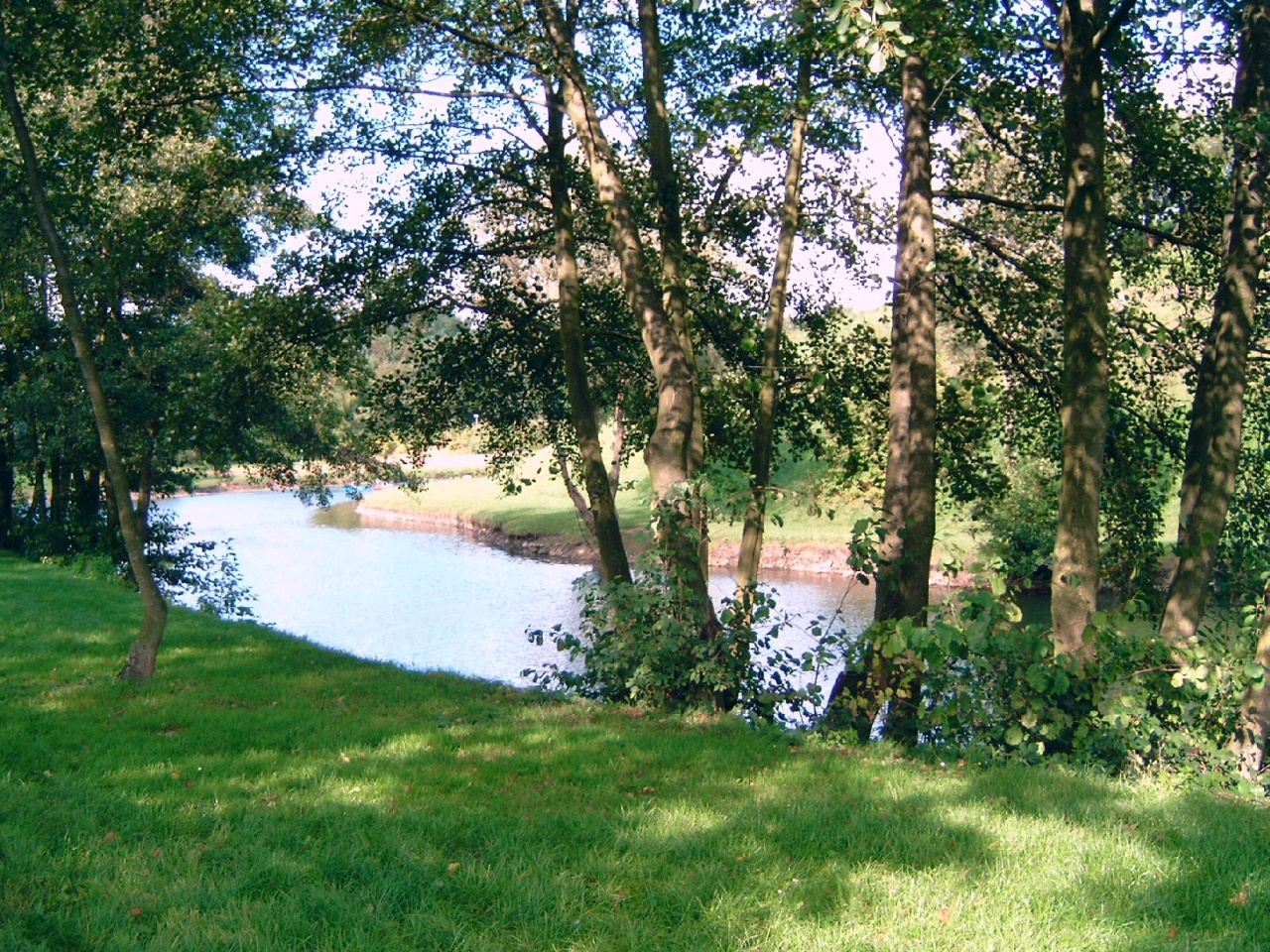
Un des lacs